# 森英惠
森英惠（日语： Mori Hanae，1926年1月8日—2022年8月11日），是一名日本时尚设计师。

## 生平
1951年創立自己的同名品牌，是史上两位在巴黎和纽约时装举行发布会的日本女設計師之一。她的高級服裝定製品牌也使他成为歷史上首位巴黎高級時裝協會的亚洲女性成员。
森英惠的设计以蝴蝶为灵感，有時尚界的「蝴蝶夫人」之称。她的著名客人包括日本皇室雅子皇后（她在1993年與皇太子德仁結婚時穿的婚纱便是森英惠的作品）、日本航空、1992年夏季奧運會日本代表團、美空雲雀、南希·里根、希拉里·克林顿及格蕾丝·凯利等。
1995年，該品牌推出了香水系列。
1996年獲日本政府頒發文化勳章，法國政府於1989年與2002年頒贈法國榮譽軍團勳章。
2004年巴黎時裝週為森英惠最後一次第一線參與，之後她以培育年輕一代的設計師為主。
2022年8月9日，森英惠病倒，8月11日在自宅逝世，享耆壽96歲。